# ران فنتون
ران فنتون (انگلیسی: Ron Fenton; ۲۱ سپتامبر ۱۹۴۰ – ۲۵ سپتامبر ۲۰۱۳) بازیکن فوتبال اهل بریتانیا بود.
از باشگاه‌هایی که در آن بازی کرده‌است می‌توان به باشگاه فوتبال وست برومویچ آلبیون، باشگاه فوتبال بیرمنگام سیتی، باشگاه فوتبال برنتفورد، باشگاه فوتبال نوتس کانتی، و باشگاه فوتبال برنلی اشاره کرد.